# Jonah Kahn
Jonah Kahn (25 september 1971) is een Nederlands tafeltennisser. Hij werd Nederlands kampioen dubbelspel in 1996 (met Merijn de Bruin) en won in 1997 de nationale titel in het gemengd dubbel (met Melisa Muller). Kahn kwam vijftien keer uit voor het nationale team.

## Biografisch
Kahn speelde in de Nederlandse eredivisie voor onder meer TTV de Veluwe, TTV de Salamanders (Wateringen), L.T.T.C. De Toekomst, FVT, JCV (Vught), LTTV Scylla (2011/2012), Smash '70 (2012/2013), TTV Hilversum (najaarscompetitie 2014), Tempo Team (2019 - invaller) en De Boer Taverzo (vanaf 2022). Verder speelde hij voor teams in de Engelse, Belgische en Noorse competitie. Kahn nam in 1997 en 2012 deel aan het wereldkampioenschap. 
Kahn studeerde algemene letteren aan de Vrije Universiteit en psychologie aan de Universiteit van Amsterdam. Deze laatste studie rondde hij cum laude af. In het maatschappelijk leven is Kahn gediplomeerd sportpsycholoog en werkt hij als eindredacteur voor dagblad Trouw. Hij bracht in 2004 een boek uit genaamd Sportymologie, waarin hij de herkomst van sporten en sporttermen onderzoekt. In 2002 schreef hij al een boek met eenzelfde invalshoek over voedsel, genaamd Eetymologie. Hij verzorgde met onder andere Bettine Vriesekoop, Li Jiao, Danny Heister en Trinko Keen diverse tafeltennisclinics en -demonstraties, onder meer om basisschoolkinderen te enthousiasmeren voor de sport. Later ging hij een demoteam vormen met Danny Heister. Kahn is getrouwd met Vanja Santic, die voor Amsterdam '78 uitkwam.